# Zdeněk Haber
Zdeněk Haber (* 24. února 1935 Třemošná) je bývalý československý hokejový útočník.  Po skončení aktivní kariéry působil jako trenér.

## Hráčská kariéra
Reprezentoval Československo ve svou utkáních s Kanadou a USA v roce 1961, ve kterých dal 1 gól. Na klubové úrovni hrál za Motor České Budějovice (1956-1958) a TJ Škoda Plzeň (1958-1969). Za Plzeň nastoupil ve 225 ligových utkáních a dal 110 gólů.

## Trenérská kariéra
Trénoval TJ Škoda Plzeň, v Polsku GKS Tychy, TJ Gottwaldov, ve Švýcarsku HC La Chaux-de-Fonds a v Německu Dynamo Weißwasser.

## Rodina
Jeho synem je extraligový rozhodčí Ivo Haber a vnučkou právnička a manažerka Barbora Snopková Haberová, jejímž manželem je bývalý hokejista Jan Snopek.